# Івар Отто Бендиксон
Івар Отто Бендиксон (швед. Ivar Otto Bendixson; *1 серпня 1861— †29 листопада 1935, Стокгольм) — шведський математик найбільш відомий завдяки теоремі Пуанкаре — Бендиксона.

## Біографія
Народився в родині купця. З 1879 року навчався в уппсальському університеті, здобувши ступінь магістра 1881 року, після чого 
перейшов до (на той час нового) стокгольмського університету, де 1890 року отримав ступінь доктора.